# Scott Frank
A. Scott Frank (Fort Walton Beach, 10 de marzo de 1960) es un cineasta, guionista y escritor estadounidense. Ha sido nominado en dos ocasiones a los Premios Óscar en la categoría de mejor guion adaptado por su desempeño en los filmes Out of Sight (1998) y Logan (2017). En enero de 2016 publicó su primera novela, Shaker.

## Filmografía

### Como guionista
| Año  | Título                      | Director          | Notas               |
| ---- | --------------------------- | ----------------- | ------------------- |
| 1988 | Plain Clothes               | Martha Coolidge   |                     |
| 1991 | Dead Again                  | Kenneth Branagh   |                     |
| 1991 | Little Man Tate             | Jodie Foster      |                     |
| 1991 | The Walter Ego              | John Putch        | Cortometraje        |
| 1993 | Malice                      | Harold Becker     |                     |
| 1995 | Get Shorty                  | Barry Sonnenfeld  |                     |
| 1996 | Heaven's Prisoners          | Phil Joanou       |                     |
| 1998 | Out of Sight                | Steven Soderbergh |                     |
| 2002 | Minority Report             | Steven Spielberg  |                     |
| 2004 | Flight of the Phoenix       | John Moore        |                     |
| 2005 | The Interpreter             | Sydney Pollack    |                     |
| 2007 | The Lookout                 | Él mismo          | Debut como director |
| 2008 | Marley & Me                 | David Frankel     |                     |
| 2013 | The Wolverine               | James Mangold     |                     |
| 2014 | A Walk Among the Tombstones | Él mismo          |                     |
| 2017 | Logan                       | James Mangold     |                     |

### Televisión
| Año  | Título             | Notas                         |
| ---- | ------------------ | ----------------------------- |
| 1988 | The Wonder Years   | 1 episodio                    |
| 1993 | Fallen Angels      | 1 episodio                    |
| 2004 | Karen Sisco        | 1 episodio                    |
| 2011 | Shameless          | 1 episodio                    |
| 2017 | Godless            | Creador, productor y director |
| 2020 | The Queen's Gambit | Creador, productor y director |

## Premios y distinciones
Premios Óscar
| Año  | Categoría            | Película                 | Resultado |
| ---- | -------------------- | ------------------------ | --------- |
| 1999 | Mejor guion adaptado | Un romance muy peligroso | Nominado  |
| 2018 | Mejor guion original | Logan                    | Nominado  |